# Барбадосско-гайанские отношения
Барбадосско-гайанские отношения — двусторонние дипломатические отношения между Барбадосом и Гайаной.

## История
Оба государства являлись частью Британской империи. Британцы сумели нанести поражение и выдавить голландцев из Британской Гвианы, после чего стали переселять на эту территорию жителей других колоний империи, в том числе из Барбадоса. В 1966 году оба государства получили независимость от Великобритании. Среди жителей Барбадоса Гайана рассматривалась как перспективная страна для эмиграции. В 1991 году оба государства предприняли шаги по созданию конфедерации трех государств: Барбадоса, Гайаны и Тринидада и Тобаго. Премьер-министр Тринидада и Тобаго Патрик Маннинг выступал с инициативой объединить эти три государства в единый политический союз. Однако, поражение Демократической лейбористской партии Барбадоса на выборах 1994 года поставило крест на попытках объединить три страны.
В 2000-е годы отношения между государствами несколько испортились из-за иммиграционных споров, в частности из-за возросшего негатива к уроженцам Гайаны в Барбадосе. Страны сотрудничают в рамках Карибского сообщества (КАРИКОМ), что влияет на поддержание хороших отношений на двустороннем уровне. В 2012 году генеральный консул Гайаны в Бриджтауне отметил, что иммиграционные вопросы между странами находятся в стадии разрешения. Так, правительство Гайаны предложило гражданам Барбадоса, переселиться в Гайану на выгодных экономических условиях и внести вклад в развитие сельского хозяйства этой страны.
В 2004 году страны подписали договор о сотрудничестве в пограничных территориальных водах. В 2007 году страны создали совместную комиссию Барбадоса и Гайаны, первое заседание которой состоялось в Джорджтауне. В мае 2015 года в Джорджтауне состоялось очередное заседание межгосударственной комиссии.

## Торговля
В 2013 году товарооборот между странами составил сумму 25 млн. долларов США. Обе страны изучают возможность развития торговых отношений в сфере туризма и прилегающей морской зоне.